# Simulium curvitarse
Simulium curvitarse är en tvåvingeart som beskrevs av Rubtsov 1940. Simulium curvitarse ingår i släktet Simulium och familjen knott. Inga underarter finns listade i Catalogue of Life.